# Fürth Hauptbahnhof (metropolitana di Norimberga)
Fürth Hauptbahnhof (letteralmente: "stazione centrale di Fürth") è una stazione della metropolitana di Norimberga, servita dalla linea U1 e posta in corrispondenza con la stazione centrale di Fürth.

## Storia
La stazione di Fürth Hauptbahnhof – all'epoca capolinea occidentale della linea U1 – venne attivata il 7 dicembre 1985 insieme alla tratta da Jakobinenstraße; la data di attivazione coincise con il 150º anniversario dell'antica ferrovia Norimberga-Fürth, la prima in Germania, il cui tracciato coincideva in gran parte con la nuova metropolitana.
La stazione rimase capolinea fino al 5 dicembre 1998, data in cui venne attivato il prolungamento fino alla stazione di Fürth Stadthalle.

## Interscambi
- Stazione ferroviaria (Fürth (Bay) Hbf)[2]
- Fermata autobus[2]